# Джезуальдо да Веноза
Ка́рло Джезуа́льдо да Вено́за (італ. Gesualdo da Venosa, також Джезуальдо ді Веноза; 8 березня 1566, за іншими даними, 1560 або 1561, Веноза — 8 вересня 1613, Джезуальдо) — італійський композитор. Увійшов у історію музики як автор мадригалів унікального хроматичного стилю.

## Біографія
Князь Венози. Народився і виховувався в аристократичному середовищі (мати Джіроламо Борромео — племінниця папи Пія IV, дядько — кардинал Карло Борромео). Брав уроки композиції у Помпоній Ненни. У 1593-96 роках жив в Феррарі — тогочасному центрі музичної культури.
На формування стилю Джезуальдо вплинув феррарської придворний композитор Луццаско Луццаскі, якому композитор присвятив свою 4-у книгу мадригалів (1594). У Феррарі Луццаскі демонстрував Джезуальдо сконструйований Вічентіно музичний інструмент аркічембало, пристосований для акомпанементу співу в хроматичному і енармонічному строях (інструмент не зберігся). У 1594 році одружився з Леонорою д'Есте, кузиною великого покровителя мистецтв, Феррарського герцога Альфонсо II д'Есте. З 1596 року жив у замку в Джезуальдо, де створив домашню капелу для виконання власної музики. Останні роки життя провів на самоті, за свідченнями деяких очевидців, внаслідок розладу психіки, посиленого смертю сина в 1600 році.

## Творчість
Опублікував 6 збірок («книг») 5-голосних мадригалів. Одна книга його 6-голосних мадригалів, опублікована посмертно (Неаполь, 1626), втрачена. 1-а і 2-а книги п'ятиголосних мадригалів видані в 1594 році під псевдонімом Джузеппе Пілони, 3-я — в 1595 році, 4-я — в 1596 році (всі — у Феррарі), 5-а і 6-а — в 1611 році (поголосний запис музики, без тактових рис; Джезуальдо). У 1613 році всі 6 книг 5-голосних мадригалів були видані в Генуї у вигляді партитури з тактовими рисами. Ця редакція мадригалів (виконана С. Молінаро) на сьогодні найвідоміша.
Дві останні (п'ята і шоста) книги мадригалів займають особливе місце в історії академічної музики. Мадригальних вірші написані від першої особи (авторство в оригінальних публікаціях не вказано; можливо, композитор виступив тут і в ролі поета). Тематика пізніх мадригалів, мабуть, обумовлена особистою драмою Джезуальдо, який з ревнощів вбив свою першу дружину, Марію д'Авалос, і її коханця. Велике значення так званих «мадрігалізмів» (звукопису) і музичної риторики. Слова «вітер», «вогонь», «біг» виділено дрібними ритмічними тривалостями і імітаціями, що створює враження стрімкого руху, на противагу словам «біль» і «муки», які розспівуються в повільному темпі, створюючи враження заціпеніння і болючої зосередженості. Слова morte (смерть), duolo (скорбота), tormenti (муки), piangere (плакати), uccidere (вбивати) та інші набувають у світській музиці Джезуальдо символічного значення. Серед відомих пізніх мадригалів: «Beltà, poi che t'assenti» («Красуне, раз ти уходиш»), «Moro, lasso, al mio duolo» («Вмираю, нещасний, від горя»; цей мадригал вважається парадигматичним у стилі Джезуальдо), «Mercé grido piangendo» («Пощади прошу плачучи»), «Tu piangi, o Filli mia» («Ти плачеш, моя Філліда»).
Найяскравіша особливість стилю Джезуальдо — унікальна для того часу насиченість хроматизмами. В основі барвистого зіставлення хроматичних акордів лежить частіше не тонально-функціональна, а лінеарна логіка (за висловом Ігора Стравінського, ця гармонія «скеровується голосоведенням, як виноградна лоза — шпалерою»), тонально-стабільні фрази змінюються фразами, в яких контраст тоніки і периферії виражений слабо.
У творах Джезуальдо, як ніякого іншого італійського композитора, відбився маньєризм пізнього Ренесансу з характерними для нього рисами: перебільшеність почуттів, змішання в межах невеликої п'єси різних композиційних технік, вишукування ритміки, фактури і форми. Форма мадригалів до найдрібніших подробиць обумовлена текстом, утворюючи ясно помітні розділи. Блискавична зміна афектів супроводжується різкою зміною складу всередині однієї п'єси — імітаційно-поліфонічного і гомофонного.
Окрім мадригалів Джезуальдо належать 2 збірки латинських мотетів Перша збірка з мотетами на 5 голосів зберігся цілком. Друга збірка з мотетами на 6 голосів зберігся частково. Всі мотети написані в традиційній строфічної формі, з великим використанням імітаційної поліфонії. Крім того, Джезуальдо належить збірник «Респонсоріі та інші [твори] до офіцію Страсного тижня» (Responsoria et alia ad Officium Hebdomadae Sanctae spectantia, 1611). У духовні твори композитора проникають типові для його мадригалів музична риторика. Джезуальдо також приписується декілька канцонетт, опублікованих у посмертній збірці (Неаполь, 1616).
При всій новизні музичної мови Джезуальдо залишився байдужим до «модних» тенденцій того часу. Так, в доробку Джезуальдо відсутні опери, арії чи інструментальні танці, а також уник впливу гомофонної музики.

## Сприйняття
У Джезуальдо не виявилося послідовників, лише в XX столітті його музика була вперше оцінена по достоїнству. Американський музикознавець Едвард Ловінський побачив у стилі Джезуальдо певну паралель атональності (він назвав гармонію Джезуальдо triadic atonality — «тризвучною атональністю»). Музику Джезуальдо високо цінував Ігор Стравінський, який є автором інструментальної п'єси «Монумент Джезуальдо ді Веноза до 400-річчя» (1960), він же докомпонував втрачені партії до єдиного 7-голосного мотету Джезуальдо Sacrae cantiones (1959). Альфред Шнітке написав оперу «Джезуальдо» (1-я пост. Вена, 1995).
Події життя Джезуальдо (змішані з художньою вигадкою) лягли в основу літературних творів і кінофільмів: новели Анатоль Франса, фільму Вернера Герцога «Смерть на п'ять голосів» (1995), фантазії Бретта Діна «Карло» (1997), книги В. Хеммонда «Спокуса Марії д'Авалос» (The Devil & Maria D'Avalos), оповідання Хуліо Кортасара «Клон».

## Видання творів
- Carlo Gesualdo: Sämtliche Werke, hrsg. v. W. Weismann u. G.E. Watkins. Hamburg, 1957-67 (видання творів у сучасній транскрипції; мадригали видані Вайсманом, духовна музика Уоткинсом);

- Carlo Gesualdo. Partitvra Delli Sei Libri De' Madrigali a Cinque Voci, fatica Simone Molinaro. Genova: Pavoni, 1613. Facsimile a cura di Elio Durante e Anna Martelotti // Archivium Musicum: Collana di testi rari, vol.68. Firenze, 1987 (факсимільне видання першодруків мадригальних збірок, в ред. С. Молінаро).